# Helina longipila
Helina longipila este o specie de muște din genul Helina, familia Muscidae. A fost descrisă pentru prima dată de Stein în anul 1918.
Este endemică în Peru. Conform Catalogue of Life specia Helina longipila nu are subspecii cunoscute.